# NOIR
《NOIR》（日语：ノワール）是2001年4月5日到同年9月27日於東京電視台進行放送的電視動畫作品。全26話。
以「槍與少女」為主要概念，將此系列命名為美少女槍戰三部曲，本作即為第1部曲、後發表第2部曲《MADLAX》（2004年）、第3部曲《EL CAZADOR》（2007年）。
片中對於槍械有相當深入的描述。同時、藉由「殺手」與美少女的衝擊性，以及黑暗行業與悲慘身世，來突顯並描述更深層面的人性探討。

## 故事簡介
夕叢霧香就讀於日本某高中，因為失去了記憶、而且經常被追殺，卻能如本能反射一般，用家中找出的手槍將前來的殺手擊殺。霧香為了尋找自己的過去，在不知名原因的驅動下，找了知名殺手蜜蕾優．布克來幫忙。
蜜蕾優．布克是一位孤獨的職業女殺手，因為全家人都被殺害，所以成為女殺手來復仇。由於霧香所擁有的一個懷錶，正是找到真兇的線索，而那些人也還是會繼續追殺霧香，所以她決定暫時跟霧香合作。並且約定好，雖然聯手合作，但等到一切真相都已明白的時候，蜜蕾優將會殺了霧香，以保住自身的相關秘密。
米雷優將這項任務定名為Noir，於是開始了名為Noir的計畫。但Noir真正的意思是…？ 
(noir是法語的「黑」。但在本片中指的是…)

## 主要角色
- 夕叢霧香（Yumura Kirika、CV：桑島法子）
- 蜜蕾優．布克（Mireille Bouquet、ミレイユ・ブーケ、CV：三石琴乃）
- 阿爾蒂娜（Altena、アルテナ、CV：TARAKO）
- 克洛維（Chloe、クロエ、CV：久川綾）

## 製作團隊
- 原案、構成、腳本 - 月村了衛
- 監督、音響演出 - 真下耕一
- 人物設計 - 菊地洋子、芝美奈子、宮地聰子
- 機械設計 - 寺岡賢司
- 色彩設計 - 片山由美子
- 美術監督 - 小山俊久
- 攝影監督 - 森下成一、武原健二
- 編輯 - 森田清次
- 音樂 - 梶浦由記
- 製作人 - 北山茂
- 動畫製作人 - 江川功爾憲、神林名里
- 動畫製作 - BEE TRAIN
- 製作 - 勝利娛樂

## 主題曲
片頭曲「コッペリアの柩」
作詞 - 寶野亞莉華 / 作曲 - 片倉三起也 / 歌 - ALI PROJECT
片尾曲「きれいな感情」
作詞・作曲・歌 - 新居昭乃 / 編曲 - 保刈久明
插入曲
「Indio」（第21話）
作詞・作曲・編曲 - 梶浦由記 / 歌 - chiaki
「a farewell song」（第23話）
作詞・作曲・編曲 - 梶浦由記 / 歌 - 笠原由里

## 各話列表
| 話數   | 標題 | 分鏡       | 演出     | 作畫監督            |
| ------ | ---- | ---------- | -------- | ------------------- |
| 第1話  |      | 真下耕一   | 真下耕一 | 大澤聡              |
| 第2話  |      | 橘正紀     | 橘正紀   | 門智昭              |
| 第3話  |      | 川崎逸朗   | 川崎逸朗 | 鍋田香代子 入江健司 |
| 第4話  |      | 有江勇樹   | 有江勇樹 | 芝美奈子            |
| 第5話  |      | 多田俊介   | 川面真也 | 津幡佳明            |
| 第6話  |      | 山本秀世   | 山本秀世 | 大澤聰              |
| 第7話  |      | 真下耕一   | 橘正紀   | 植田実              |
| 第8話  |      | 川崎逸朗   | 川崎逸朗 | 鍋田香代子 入江健司 |
| 第9話  |      | 川崎逸朗   | 川崎逸朗 | 鍋田香代子 入江健司 |
| 第10話 |      | 有江勇樹   | 有江勇樹 | 芝美奈子            |
| 第11話 |      | 多田俊介   | 川面真也 | 植田実              |
| 第12話 |      | 山本秀世   | 山本秀世 | 宮地聰子            |
| 第13話 |      | 橘正紀     | 橘正紀   | 津幡佳明            |
| 第14話 |      | 山野あきら | 有江勇樹 | 大澤聡              |
| 第15話 |      | 山本秀世   | 山本秀世 | 芝美奈子            |
| 第16話 |      | 山本秀世   | 山本秀世 | 江森真理子          |
| 第17話 |      | 山野あきら | 川面真也 | 津幡佳明            |
| 第18話 |      | 橘正紀     | 橘正紀   | 大澤聰              |
| 第19話 |      | 有江勇樹   | 有江勇樹 | 芝美奈子            |
| 第20話 |      | 山本秀世   | 山本秀世 | 田中雄一            |
| 第21話 |      | 川面真也   | 川面真也 | 津幡佳明            |
| 第22話 |      | 橘正紀     | 橘正紀   | 大澤聰              |
| 第23話 |      | 川本つよし | 有江勇樹 | 江森真理子          |
| 第24話 |      | 山本秀世   | 山本秀世 | 芝美奈子            |
| 第25話 |      | 橘正紀     | 川面真也 | 津幡佳明            |
| 第26話 |      | 川本つよし | 有江勇樹 | 大澤聰              |

## 播放電視台
| 播放地域   | 播放電視台 | 播放期間               | 播放時間                  | 播放系列       | 備註       |
| ---------- | ---------- | ---------------------- | ------------------------- | -------------- | ---------- |
| 關東廣域圈 | 東京電視台 | 2001年4月5日 - 9月27日 | 星期四 25:15 - 25:45      | 東京電視台系列 |            |
| 日本全域   | ANIMAX     | 2014年3月3日 - 4月8日  | 週一 - 週五 25:30 - 26:00 | CS放送         | HD高畫質版 |

## 發行商品

### DVD
為個別發售的商品、2007年3月發售コレクターズBOX。

### BD-BOX
除了原版35mm底片HD高畫質版外加上BD-BOX、於2014年2月19日發售。特典之外、美國版同時收錄原版和英語配音。

## 出處
1. ↑  . 萬代頻道.   [2015-04-11]. （原始内容存档于2015-04-17）.

## 外部連結
- （日語）動畫官網（页面存档备份，存于）